# Sampling (signalbehandling)
 For alternative betydninger, se Sample. (Se også artikler, som begynder med Sample)
 For alternative betydninger, se Sampling. (Se også artikler, som begynder med Sampling)
Diskretisering eller sampling er indenfor elektronik og signalbehandling/signalanalyse en teknik, hvor man "følger" udsvingene i et analogt signal, ved gentagne gange og med regelmæssige tidsintervaller at måle signalets øjeblikkelige størrelse (udtrykt som enten en strømstyrke eller spænding).
Den hyppighed hvormed man måler signalet, kaldes for samplefrekvensen, og hvis denne er mindst dobbelt så høj som båndbredden af (eller: den højeste frekvens der er til stede i) det målte signal, kan man ud fra de samplede data genskabe det oprindelige signal 100% nøjagtigt – teoretisk set. Dette krav omtales som Nyquists betingelse eller Shannons samplingsteorem efter henholdsvis Harry Nyquist og Claude Shannon.
Er samplefrekvensen mere en dobbelt så stor som den højeste frekvens i signalet taler man om oversampling, og ligeledes hvis signalet indeholder frekvenser højere end den halve samplefrekvens taler man om undersampling.
I teoretiske sammenhænge vil man oftest antage at samplingen foregår "i løbet af" en uendelig kort periode. I så fald kan man skrive:
{\displaystyle x[n]=x(nT_{s})}
med {\displaystyle n=0,1,2,3,...}. Hvor {\displaystyle x(t)} er det oprindelige analoge signal, {\displaystyle x[n]} er det samplede signal, og {\displaystyle T_{s}} er sampleperioden.
Blandt problemer ifm. sampling er jitter (der små variationer i samplefrekvensen) og det såkaldt aliaseringsfænomen.
Sampling indgår som en del af en analog-til-digital konverter (AD-konverter). Her repræsenterer samplingen en diskretisering i tidsdomænet. AD-konverteren skal også sørge for en diskretisering af amplituden og dette betegnes sædvanligvis kvantisering.